# Don't Stop the Music (Yarbrough & Peoples)
"Don't Stop the Music" is een nummer van het Amerikaanse duo Yarbrough & Peoples. Het verscheen op hun debuutalbum The Two of Us uit 1981. Op 19 december 1980 werd het uitgebracht als de eerste single van het album.

## Achtergrond
"Don't Stop the Music" is geschreven door Cavin Yarbrough, Alisa Peoples en Jonah Ellis en geproduceerd door Ellis en Lonnie Simmons. Het groeide uit tot de grootste hit van het duo. In de Verenigde Staten piekte het op de negentiende plaats in de Billboard Hot 100 en werd het een nummer 1-hit in de r&b-lijst. In de Britse UK Singles Chart behaalde het de zevende plaats. Het behaalde de hoogste hitnotering in Nederland, waar het de tweede plaats in zowel de Top 40 en de Nationale Hitparade bereikte. In Vlaanderen piekte het op de vierde plaats in een voorloper van de Ultratop 50.
"Don't Stop the Music" is vaak gesampled door andere artiesten, voornamelijk binnen de hiphop. Nummers waar het in verwerkt is, zijn onder meer "Gangsta Lovin'" van Eve, "All Night Long" van Common, "Let It Go" van Keyshia Cole, "Let's Do It Again" van TLC en de Rockwilder-remix van "Crazy in Love" van Beyoncé en Jay-Z. In Nederland gebruikte MC Miker G een sample van het lied in zijn single "Don't Let the Music Stop", die in 1987 tot plaats 33 in de Top 40 en tot plaats 31 in de Nationale Hitparade Top 100 reikte.

## Hitnoteringen

### Nederlandse Top 40
| Hitnotering: 28-02-1981 t/m 16-05-1981 | Hitnotering: 28-02-1981 t/m 16-05-1981 | Hitnotering: 28-02-1981 t/m 16-05-1981 | Hitnotering: 28-02-1981 t/m 16-05-1981 | Hitnotering: 28-02-1981 t/m 16-05-1981 | Hitnotering: 28-02-1981 t/m 16-05-1981 | Hitnotering: 28-02-1981 t/m 16-05-1981 | Hitnotering: 28-02-1981 t/m 16-05-1981 | Hitnotering: 28-02-1981 t/m 16-05-1981 | Hitnotering: 28-02-1981 t/m 16-05-1981 | Hitnotering: 28-02-1981 t/m 16-05-1981 | Hitnotering: 28-02-1981 t/m 16-05-1981 | Hitnotering: 28-02-1981 t/m 16-05-1981 | Hitnotering: 28-02-1981 t/m 16-05-1981 |
| Week                                   | 1                                      | 2                                      | 3                                      | 4                                      | 5                                      | 6                                      | 7                                      | 8                                      | 9                                      | 10                                     | 11                                     | 12                                     |                                        |
| -------------------------------------- | -------------------------------------- | -------------------------------------- | -------------------------------------- | -------------------------------------- | -------------------------------------- | -------------------------------------- | -------------------------------------- | -------------------------------------- | -------------------------------------- | -------------------------------------- | -------------------------------------- | -------------------------------------- | -------------------------------------- |
| Nummer                                 | 28                                     | 14                                     | 6                                      | 5                                      | 2                                      | 2                                      | 2                                      | 3                                      | 6                                      | 15                                     | 26                                     | 38                                     | uit                                    |

### Nationale Hitparade
| Hitnotering: 28-02-1981 t/m 30-05-1981 | Hitnotering: 28-02-1981 t/m 30-05-1981 | Hitnotering: 28-02-1981 t/m 30-05-1981 | Hitnotering: 28-02-1981 t/m 30-05-1981 | Hitnotering: 28-02-1981 t/m 30-05-1981 | Hitnotering: 28-02-1981 t/m 30-05-1981 | Hitnotering: 28-02-1981 t/m 30-05-1981 | Hitnotering: 28-02-1981 t/m 30-05-1981 | Hitnotering: 28-02-1981 t/m 30-05-1981 | Hitnotering: 28-02-1981 t/m 30-05-1981 | Hitnotering: 28-02-1981 t/m 30-05-1981 | Hitnotering: 28-02-1981 t/m 30-05-1981 | Hitnotering: 28-02-1981 t/m 30-05-1981 | Hitnotering: 28-02-1981 t/m 30-05-1981 | Hitnotering: 28-02-1981 t/m 30-05-1981 | Hitnotering: 28-02-1981 t/m 30-05-1981 |
| Week                                   | 1                                      | 2                                      | 3                                      | 4                                      | 5                                      | 6                                      | 7                                      | 8                                      | 9                                      | 10                                     | 11                                     | 12                                     | 13                                     | 14                                     |                                        |
| -------------------------------------- | -------------------------------------- | -------------------------------------- | -------------------------------------- | -------------------------------------- | -------------------------------------- | -------------------------------------- | -------------------------------------- | -------------------------------------- | -------------------------------------- | -------------------------------------- | -------------------------------------- | -------------------------------------- | -------------------------------------- | -------------------------------------- | -------------------------------------- |
| Nummer                                 | 22                                     | 14                                     | 3                                      | 2                                      | 2                                      | 2                                      | 2                                      | 3                                      | 6                                      | 11                                     | 13                                     | 23                                     | 34                                     | 50                                     | uit                                    |

### NPO Radio 2 Top 2000
Don't Stop the Music stond alleen in 2001 in de NPO Radio 2 Top 2000, op plek 1202.